# Nagrada EY Poduzetnik godine
Nagrada EY Poduzetnik godine (engleski: EY Entrepreneur of the Year Awards) ili Nagrada Ernst & Young Poduzetnik godine, je godišnja nagrada najboljim poduzetnicima koju dodjeljuje multinacionalna kompanija Ernst & Young (EY) u više od 60 zemalja u kojima posluje.

## O nagradi
EY Poduzetnik godine je globalni projekt namijenjen nagrađivanju poduzetnika, te je prvi i jedini program dojele priznanja koji se provodi na globalnoj razini. Ovo priznanje namijenjeno najuspješnijim svjetskim poduzetnicima prvi put je dodijeljeno 1986. godine u Milwaukeeju, SAD. Unatoč imenu, nagrada se može dodijeliti i većem broju poduzetnika godišnje.
Pobjednici iz svih zemalja okupljaju se svake godine u Monte Carlu gdje se bira Svjetski EY Poduzetnik godine.

## Dodjela nagrade u Hrvatskoj
Nagrada EY Poduzetnik godine u Hrvatskoj se dodjeljuje od 2014. godine. Dodjelu organizira Ernst & Young Hrvatska iz Zagreba.

### Dobitnici
| Godina | Poduzetnik/ci godine                                   | Finalisti | Izv.        |
| ------ | ------------------------------------------------------ | --- | ----------- |
| 2014.  | Alan Sumina i Zoran Vučinić (Nanobit)                  | Mate Rimac (Rimac Automobili) Alojzije Šestan (Šestan-Busch) Goran Šutalo (Color Emajl) Ante Mandić (IN2) Nikola Dujmović (Span)                                                                                           | [ 1 ]       |
| 2015.  | Đuro Horvat (Tehnix)                                   | Kristijan Milaković (Nicro) Tomislav Mamić (Tommy) Habiba Legac (Feroimpex automobilska tehnika) Mohamed Radwan Joukhadar (Medical Intertrade) Davor Zidarić (Centrometal) Sjepan Hittner (Hittner) Boris Žgomba (Uniline) | [ 2 ]       |
| 2016.  | Marko Pipunić (Žito)                                   | Dragutin Kamenski (Kamgrad) Tomislav Rukavina i Josip Barušić (Klimaoprema) Petar Jelinčić (Sintaksa) Martina Ravlić Janković (Slavonija DI) Stjepan Talan (Solvis) Ksenija Vrbanić (Xenia-Design)                         | [ 3 ]       |
| 2017.  | Mate Rimac (Rimac Automobili)                          | Stjepan Basar i Boris Ferkula (Aquaestil Plus) Alen Magdić (Multinorm) Frane Franičević i Darko Paviša (Rasco) Siniša Stanić (Simplex)                                                                                     | [ 4 ] [ 5 ] |
| 2018.  | Silvio Kutić, Izabel Jelenić i Roberto Kutić (Infobip) | Jako Andabak (Sunce koncern) Tomislav Knezović (Prostoria) Jadranka Boban Pejić (Biovega) Tomislav Car, Nikola Kapraljević, Matej Špoler i Josip Bišćan (Infinum) Alen Magdić (Multinorm) – 2×                             | [ 6 ]       |

### Potkategorije
Žiri je do sada dodjeljivao i nagrada u dvije potkategorije, i to tehnološka inovativnost te međunarodno postignuće.
Tehnološka inovativnost
- 2014. – Mate Rimac (Rimac Automobili)[1]
- 2015. – Kristijan Milaković (Nicro)[2]

Međunarodno postignuće
- 2014. – Alojzije Šestan (Šestan-Busch)[1]
- 2016. – Stjepan Talan (Solvis)[3]
- 2017. – Siniša Stanić (Simplex)[4]

### Neovisni žiri
Kandidate koji se prijavljuju za nagradu svake godine pregledava neovisni žiri sastavljen od nekoliko istaknutih poslovnih ljudi i prethodnih dobitnika nagrade. Neovisni žiri donosi odluku o finalistima i dobitnicima nagrade na temelju međunarodno utvrđenih kriterija ocjenjivanja koji, uz opće uvjete, uključuju poduzetnički duh, inovativnost, strateško usmjerenje, financijsku uspješnost, nacionalni i/ili regionalni doseg i osobni integritet. 
Članovi žirija su: predsjednik žirija Emil Tedeschi, Nenad Bakić, Saša Cvetojević, te dosadašnji dobitnici nagrade Sumina, Horvat, Pipunić i Rimac. Članovi žirija do sada su bili i Vedrana Jelušić-Kašić (2014. – 2017.), Lajoš Žager (2014. – 2017.), dobitnik nagrade Zoran Vučinić (2015.)

## Vanjske poveznice
- Službena stranica  Arhivirana inačica izvorne stranice od 29. ožujka 2019. (Wayback Machine)